# Lithophane vertina
Lithophane vertina là một loài bướm đêm trong họ Noctuidae.